# 納塔利亞 (巴拉尼夫卡區)
50°22′15″N 28°0′58″E / 50.37083°N 28.01611°E
納塔利亞（羅馬化：Nataliia）是烏克蘭北部的村莊，隸屬日托米爾州的茲維亞赫爾區。該村面積6.69平方公里，海拔高度241米，2001年人口458，人口密度每平方公里68.51人。